# Paula Blanco Barnés
Paula Blanco Barnés (Tosa de Mar, provincia de Gerona, España, 1984) es una actriz de teatro y televisión española de origen catalán, licenciada en Arte Dramático en el Instituto del Teatro de Barcelona.

## Carrera

### Televisión
| Año       | Serie                | Papel          |
| --------- | -------------------- | -------------- |
| 2006-2007 | Porca misèria        | Guiomar        |
| 2008      | 13 anys i un dia     |                |
| 2008      | Zoo                  | Clàudia Sala   |
| 2009      | Ventdelplà           | Judit          |
| 2011      | La Riera             | Elisenda       |
| 2016      | Nit i dia            | Marina         |
| 2018      | Amar es para siempre | Raquel Carrión |

### Cortos
| Año  | Corto | Papel |
| ---- | ----- | ----- |
| 2008 | Anna  | Sara  |

### Telefilms
| Año  | Telefilm        | Papel |
| ---- | --------------- | ----- |
| 2003 | Joc de mentides | Gabi  |

### Teatro
| Año       | Obra                             | Teatro                                    |
| --------- | -------------------------------- | ----------------------------------------- |
| 2007      | La plaça del diamant             | Teatre Nacional de Catalunya              |
| 2008      | El rey Lear                      | Biblioteca de Catalunya                   |
| 2008      | Rock'n'roll                      | Teatre Lliure de Barcelona                |
| 2009      | El jardí dels cinc arbres        | Teatre Municipal de Girona                |
| 2010      | El café                          | Teatre Romea                              |
| 2010      | Joan Maragall, la llei de l'amor | Teatre Nacional de Catalunya              |
| 2011      | Llama un inspector               | Teatre Goya                               |
| 2012      | Fa una mica de soroll            | Sales Planeta (Gerona)/Atrium (Barcelona) |
| 2012      | Prime time                       | Sala Muntaner                             |
| 2012      | A la ville de... Barcelona       | Festival Grec                             |
| 2012-2013 | Toc Toc                          | Teatre Borràs                             |
| 2013-2014 | Recordant la Fedra               | Teatre Lliure de Montjuïc                 |
| 2013      | La revolució no serà twitejada   | Teatre Lliure de Gràcia                   |
| 2013      | Moby Dick                        | Teatre Lliure de Montjuïc                 |